# Kilasah
Kilasah is een bestuurslaag in het regentschap Serang van de provincie Banten, Indonesië. Kilasah telt 6981 inwoners (volkstelling 2010).